# San Giovanni Teatino
San Giovanni Teatino est une commune de la province de Chieti dans la région Abruzzes en Italie.

## Administration
| Période                                  | Période  | Identité          | Étiquette       | Qualité |
| ---------------------------------------- | -------- | ----------------- | --------------- | ------- |
| 30 mai 2006                              | En cours | Verino Caldarelli | Centro-Sinistra |         |
| Les données manquantes sont à compléter. |          |                   |                 |         |

### Hameaux
Di Nisio, D'Ilio, Dragonara, Fontechiaro, Sambuceto, Valle Lunga 

### Communes limitrophes
Cepagatti (PE), Chieti, Francavilla al Mare, Pescara (PE), Spoltore (PE), Torrevecchia Teatina